# Шмальц, Мориц Фердинанд
Мориц Фердинанд Шмальц (нем. Moritz Ferdinand Schmaltz; 18 июня 1785, Штольпен — 15 февраля 1860, Гамбург) — немецкий протестантский проповедник и религиозный писатель.
Богословие изучал в Лейпциге и Виттенберге, в 1812 году продолжил его изучение в Виттенберге под руководством Кристиана Карла Штубеля. С 1812 по 1814 год был священником в Штадт-Вебеле, с 1814 по 1816 год — в Вене. В 1819 году был назначен пастором в церкви Нейштадта близ Дрездена, где стал популярным проповедником в первую очередь за свои антикатолические проповеди. В 1826 году основал в Нейштадте дом воспитания бедных детей. В 1830 году стал доктором богословия, в 1833 году перешёл на должность старшего пастора в церковь святого Якоба в Гамбурге, в 1855 году возглавив эту церковь. 
Кроме различных сборников собственных превосходных проповедей, Шмальц напечатал также ценный труд педагогического характера: «Erholungsstunden für Jünglinge und Jungfrauen» (X изданий в Лейпциге, 1856 год).